# Światosław Włodzimierzowic (zm. 1015)
Światosław Włodzimierzowic (zm. po 15 lipca 1015) – książę drewlański z dynastii Rurykowiczów. Syn Włodzimierza I Wielkiego i nieznanej z imienia Czeszki. Już za życia ojca otrzymał władzę nad Drewlanami. Po jego śmierci w trakcie walk o sukcesję Światosław uciekł z ojczyzny przed bratem Światopełkiem, został jednak dopadnięty w Karpatach i zabity. W przeciwieństwie do dwóch innych braci Borysa i Gleba, również zamordowanych przez Światopełka, nie został kanonizowany.